# Bundesverband der Regionalbewegung
Der Bundesverband der Regionalbewegung (BRB) ist ein gemeinnütziger Dachverband und Interessenvertretung für Regionalinitiativen sowie für klein- und mittelständische Regionalunternehmen in Deutschland, d. h. für alle Akteure, die regionale Wirtschaftskreisläufe stärken und regionale Wertschöpfung fördern wollen. Er wurde am 10. März 2005 im mittelfränkischen Feuchtwangen gegründet. Als ökosoziale Bewegung versteht er sich als Sprachrohr für Regionalisierungsprozesse und als Kompetenznetzwerk für Regionalität in Deutschland.

## Die Bewegung

### Allgemein
Der BRB wurde auf Basis des bundesweiten Aktionsbündnisses Tag der Regionen auf Initiative von Heiner Sindel (Gastwirt und 1. Vorsitzender der Regionalinitiative Artenreiches Land – Lebenswerte Stadt aus Feuchtwangen) gegründet und hat seine Hauptgeschäftsstelle in Feuchtwangen. Der gemeinnützige Verband versteht sich als Dachverband für die vielfältigen Akteure regionalen Wirtschaftens, die zu einer erfolgreichen und nachhaltigen Regionalentwicklung und der Stärkung ländlicher Räume beitragen. Zudem gewährleistet er die Kommunikation von relevanten Inhalten und Anliegen in Politik und Gesellschaft. Zu den Themenplattformen des BRB gehören neben der Nahversorgung mit Lebensmitteln des täglichen Bedarfs auch regionale Schulentwicklung, regionale Finanzdienstleister, regionale erneuerbare Energien und das regionale Handwerk. Durch den Erhalt und die Förderung der regionalen Wertschöpfung sollen ländliche Räume gestärkt werden, Bleibeperspektiven für ländliche Regionen geschaffen werden und somit die Kulturlandschaft erhalten bleiben.

### Aufgaben
Als bundesweiter Verband mit Erfahrung im Bereich Regionalität, will der BRB gleichermaßen als Sprachrohr und Interessenvertretung für alle Akteure, die regionale Wirtschaftskreisläufe stärken und regionale Wertschöpfung fördern wollen, fungieren.  Er kümmert sich um die Vernetzung und den Erfahrungsaustausch der regionalen Akteure untereinander.
Der Bundesverband der Regionalbewegung versteht sich als „Denkfabrik“ (Thinktank) und arbeitet als transdisziplinäres Kompetenznetzwerk, Kommunikations-, Koordinations- und Transferplattform. Dabei entwickelt er Ansätze, Modelle und Strategien, die auf eine nachhaltige Regionalentwicklung abzielen.

### Ziele
Nach eigenen Angaben bildet der Erhalt der Lebensgrundlagen für Menschen, Tiere und Pflanzen,  das übergeordnete Ziel des Bundesverbandes. Der Verband gibt an, sich für ein umfassendes Konzept der Regionalität einzusetzen, das neben der Nahversorgung mit Gütern des täglichen Bedarfs auch die Nahversorgung mit Bildung, Informationen, Einkommen und Mitbestimmung berücksichtige. Die Regionalbewegung möchte neben dem Natur-, Umwelt- und Klimaschutz auch einen „Regionalschutz“ gesellschaftlich sowie gesetzlich etablieren und Strukturen dafür aufbauen. Im Rahmen eines „Regionalschutzes“ definiert der BRB, was ein regionales Produkt ausmacht, um einer Verwässerung des Begriffes „regional“ entgegenzutreten. Ziel des BRB ist außerdem eine gemeinsam mit Mitgliedern getragene Lobbyarbeit, die von Öffentlichkeit und Entscheidungsträgern gleichermaßen stark, kontinuierlich und nachhaltig wahrgenommen wird. Der BRB will gegenüber dem Bundestag, der Bundesregierung sowie Länderregierungen und der EU auftreten und Kontakte mit öffentlichen Einrichtungen sowie Zusammenarbeit mit wissenschaftlichen Institutionen pflegen.

## Organisation

### Vorstände

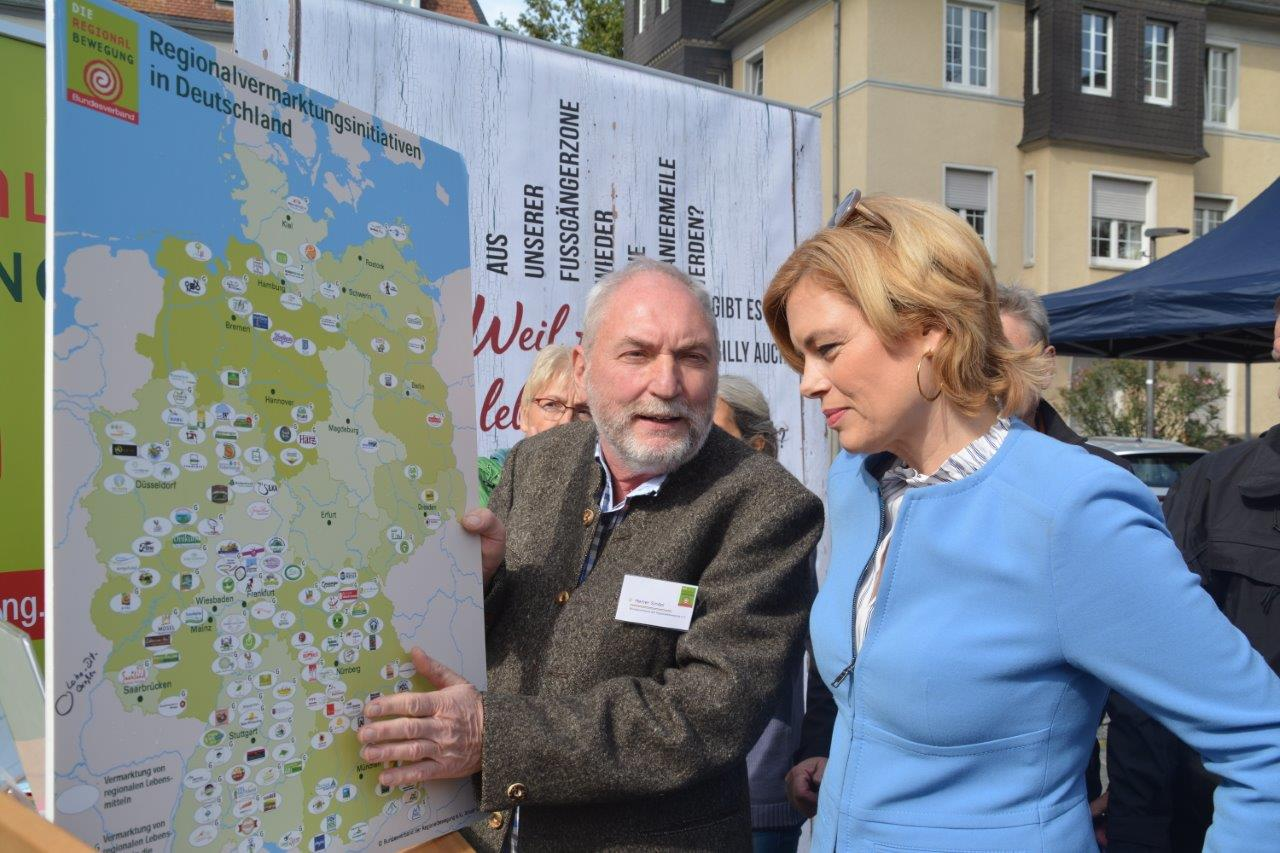
1. Vorsitzender Heiner Sindel mit Bundeslandwirtschaftsministerin Julia Klöckner beim Tag der Regionen in Gießen 2018

Der BRB ist ein eingetragener und gemeinnütziger Verein und wird ehrenamtlich geleitet. Der Vorstand setzt sich fünf Mitgliedern zusammen.

### Landesgruppen

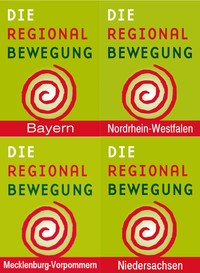
Logos der Landesgruppen und dem Landesverband Regionalbewegung NRW

- Landesgruppe Regionalbewegung Bayern[8]
- Landesgruppe Regionalbewegung Mecklenburg-Vorpommern[9]
- Landesgruppe Regionalbewegung Mittelfranken[10]
- Landesgruppe Regionalbewegung Niedersachsen[11]
- Landesverband Regionalbewegung NRW e. V.[12]

## Projekte
- Der Bundesverband der Regionalbewegung veranstaltet seit dem Jahr 2004 alle zwei Jahre das Bundestreffen der Regionalbewegung. Dort haben Regionalinitiativen, Politik und Wirtschaft sowie zahlreiche regional bewegte Akteure aus der Republik die Möglichkeit zum Informationsaustausch, zur Kontaktaufnahme und zum Wissenstransfer zu Regionalentwicklungskonzepten.[13][14]

- Regionalforen in den Ländern
- Regional-Logistik
- RegioPortal
- Die RegioApp[15]
- Initiativen-Coaching
- Regionalsiegel Geprüfte Regionalität[16]
- Wahlprüfsteine der Regionalbewegung zu Bundes- und Landtagswahlen
- REGIO-KOMMUNE[17]
- Tag der Regionen[18]
- REGIONAL PLUS in NRW
- SIGNAL
- Fitnessprogramm für Regionalinitiativen
- Plattform für Nahversorgungskonzepte
- Tag-der-Regionen-Grundtvigprojekt[19]
- Bleibeperspektiven im ländlichen Raum
- RegioTester